# امفرویل-ل-چمپس، سین ماریتیم
امفرویل-ل-چمپس، سین ماریتیم (به فرانسوی: Amfreville-les-Champs, Seine-Maritime) یک کامین در فرانسه است که در Canton of Doudeville واقع شده‌است.

## خصوصیات
امفرویل-ل-چمپس ۴٫۶ کیلومترمربع مساحت و ۱۳۷ نفر جمعیت دارد و ۱۳۷ متر بالاتر از سطح دریا واقع شده‌است.